# Auktume de Pogesania
Auctume o Auktume (bautizado como Nicholas o Nikolaus) fue caudillo de los pogesanios, uno de los clanes prusianos que se menciona en la crónica de Peter von Dusburg, durante el Gran Levantamiento Prusiano (1260–1274) contra los caballeros teutónicos.
Nada se conoce sobre su vida a excepción que fue elegido caudillo por los pogesanios durante la rebelión contra la Orden Teutónica. Se sabe que en 1271 los pogesanios fueron liderados por otro caudillo, Linka, en la batalla de Paganstin, lo que sugiere que posiblemente Auktume murió antes de la campaña.